# Hollandse kazerne

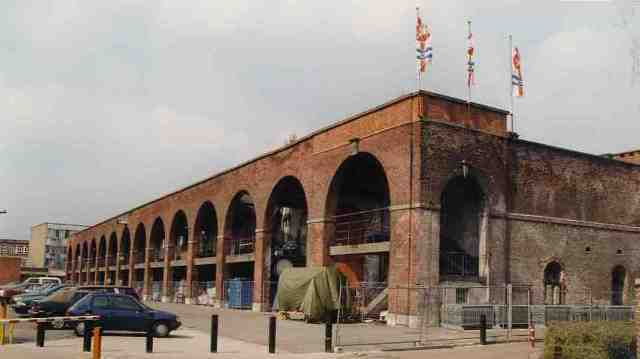
Hollandse kazerne

De Hollandse kazerne is een voormalige infanteriekazerne in de Oost-Vlaamse stad Dendermonde, gelegen aan Noordlaan 21.

## Geschiedenis
Nadat Dendermonde onderdeel werd van de Wellingtonbarrière ontstonden er plannen voor de bouw van een bomvrije infanteriekazerne. Hiertoe werd een speciale straat aangelegd: de Kazernestraat. De bouw vond plaats van 1828-1830. Er waren twee verdiepingen met elk 14 zalen, waarvan er 12 waren die elk 39 soldaten konden huisvesten. Verder waren er onderofficiersverblijven, een bakkerij, een meelmagazijn en een politiepost met bijbehorende provoost.
Dit gebouw was met een brede gracht omgeven en in het laatste kwart van de 19e eeuw werden deze overkluisd en er bovenop werden meer gebouwen opgericht die aldus het centrale gebouw omgaven. Daarin werden onder meer magazijnen voor de artillerie en de genie ondergebracht.
In 1906 werden de verdedigingswerken van Dendermonde gedeclasseerd, maar de kazerne deed als zodanig dienst tot 1968. Vanaf 1970 vestigden de gebouwen verschillende diensten, zoals de technische dienst van de gemeente, enkele activiteiten van justitie en dergelijke.
In 2020 werd door de stad en een participatiemaatschappij een optie op het terrein genomen, waarbij het door deze organen wordt overgenoemen van de Regie der Gebouwen, die het tot dan toe beheerde. Doel daarvan is de ontwikkeling van het terrein en de gebouwen die zich er op bevinden.